# Ненадовский, Александр Дмитриевич
Алекса́ндр Дми́триевич Нена́довский (род. 25 июня 1944, Сталино, УССР, СССР) — советский и российский оперный певец (баритон), артист, заслуженный артист РСФСР (1985), гастролировавший в Италии, США, Японии, Франции, Германии, Нидерландах.

## Биография
Родился 25 июня 1944 года в городе Сталино Украинской ССР СССР, обучался в музыкальном училище.
Окончил Ростовский музыкально-педагогический институт, обучаясь в классе А. П. Здановича.
До 1978 года был солистом Воронежского театра оперы и балета, с 1978-го по 2010 год — солист Санкт-Петербургского ордена Ленина государственного академического театра оперы и балета имени М. П. Мусоргского — Михайловского театра (в 1989—2011-х — Ленинградский государственный академический Малый театр оперы и балета имени М. П. Мусоргского, до 1989-го — Ленинградский ордена Ленина государственный академический Малый театр оперы и балета).
15 марта 1985 года был награждён почётным званием «Заслуженный артист РСФСР».

## Театральные партии
- Грязной («Царская невеста», Н. А. Римский-Корсаков)[1][2];
- Фигаро («Севильский цирюльник», Дж. Россини)[1][2];
- Жермон («Травиата», Дж. Верди)[2];
- Эскамильо, Моралес («Кармен», Ж. Бизе)[1][2];
- Онегин, Елецкий («Евгений Онегин», П. И. Чайковский)[1][2];
- Томский («Пиковая дама», П. И. Чайковский)[1][2];
- Роберт («Иоланта», П. И. Чайковский)[2];
- Боярин Шакловитый («Хованщина», М. П. Мусоргский)[2];
- Рангони («Борис Годунов», М. П. Мусоргский)[2];
- Князь Игорь («Князь Игорь», А. П. Бородин)[2];
- Фальк («Летучая мышь», И. Штраус)[2];
- Дон Жуан («Дон Жуан», В. А. Моцарт)[1];
- Рыцарь («Синяя борода», Ж. Оффенбах)[1];
- Зуане («Джоконда», А. Понкьелли)[1];
- Цыган («Сорочинская ярмарка», М. П. Мусоргский)[1].

## Награды
- Почётное звание «Заслуженный артист РСФСР» (15 марта 1985)[2].